# Reynoldstal

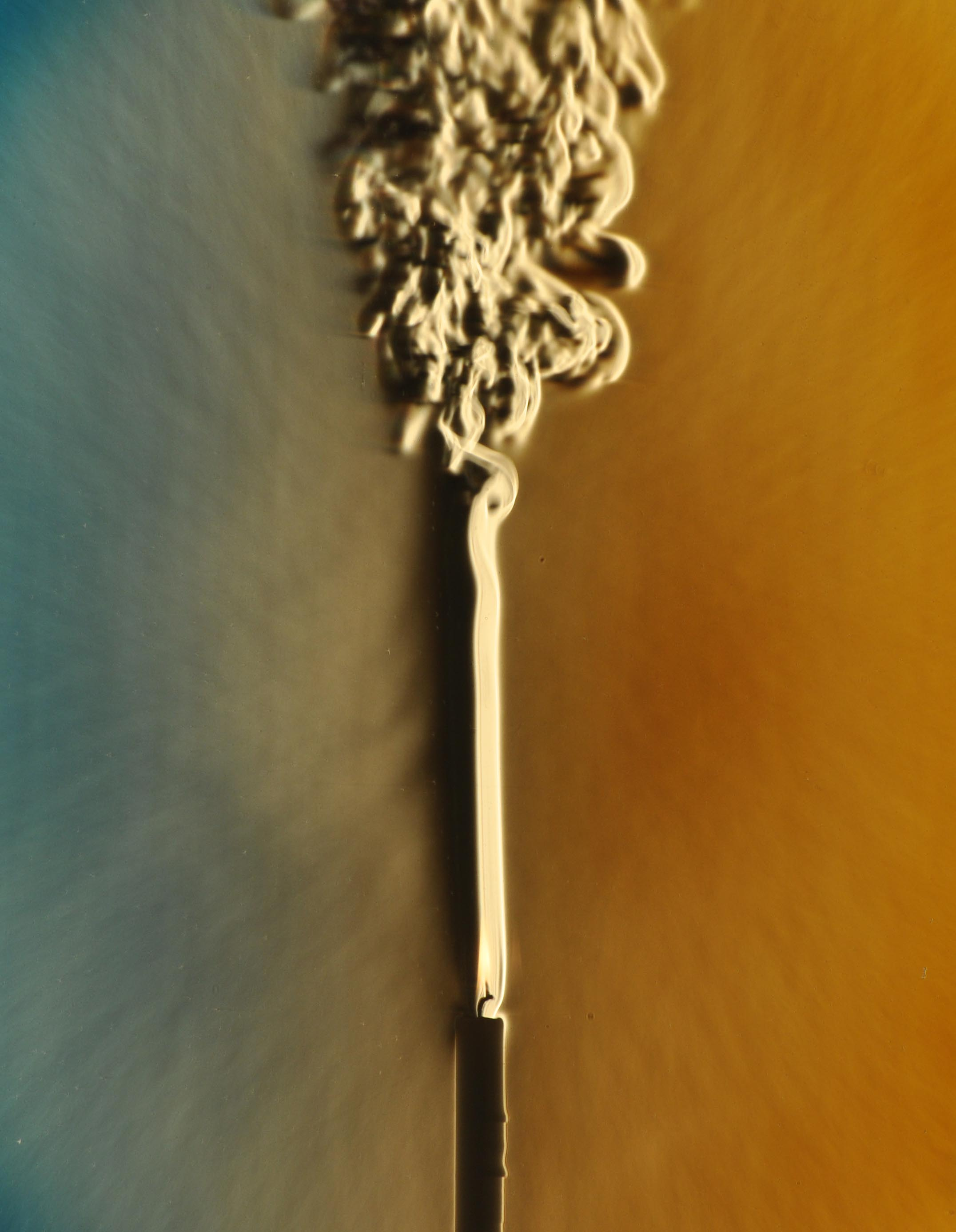
Rökpelaren från ett stearinljus. Röken går från att strömma laminärt till turbulent. Reynoldstalet kan användas för att förutse när detta omslag sker.

Reynoldstal (Re) är en dimensionslös storhet inom strömningsmekanik som kan användas för att karakterisera olika strömningsfall. Vid låga Reynoldstal flödar en fluid strukturerat och ordnat, också kallat laminärt, och vid höga Reynoldstal flödar den kaotiskt och ostrukturerat, vilket kallas turbulent. 
Reynoldstalet kan förutsäga när omslag från laminärt till turbulent flöde sker, men också vara användbart vid skalning av flödesfall från modellförsök till verkliga geometrier. 
Konceptet introducerades av Sir George Stokes 1851 men har fått sitt namn efter Osborne Reynolds efter hans klassiska experiment 1883.

## Definition
Reynoldstal definieras som:
{\displaystyle {\mathit {Re}}={\rho VL \over \mu }={VL \over \nu }\;}
där
ρ = densitet
μ = dynamisk viskositet
ν = kinematisk viskositet
L = karakteristisk längd
V = karakteristisk hastighet
och uttrycker förhållandet mellan tröghetskrafter och viskösa krafter i en fluid som utsätts för relativ inre rörelse på grund av olika hastigheter. Reynolds-talet kvantifierar den relativa betydelsen av dessa två typer av krafter för givna flödesförhållanden och är vägledande för när omslag till turbulent flöde kommer att inträffa.
Vid låga Reynoldstal dominerar viskösa krafter och ger laminär strömning och strömningen kännetecknas av jämn, konstant vätskerörelse;
Vid höga Reynoldstal dominerar tröghetskrafter som tenderar att producera kaotiska virvlar och andra flödesinstabiliteter, vilket ger turbulent strömning.
Strömningsfall med trögflytande fluider med hög viskositet (olja, sirap) i smala kanaler är ofta laminära, medan tekniska tillämpningar med strömning av mer lättflytande fluider som vatten eller luft nästan alltid är turbulenta.
Vid rörströmning är strömningen laminär om Reynoldstalet är < 2300, och turbulent om Reynoldstalet är > 3000. Någonstans mellan dessa Reynolds-tal sker ett omslag från laminär till turbulent strömning, där omslagspunkten påverkas av olika faktorer och detaljer i strömningsbilden.

## Historia
Osborne Reynolds var verksam vid  Manchester University, där han utförde nydanande experiment som kunde fastställa under vilka förhållanden ett flöde av vätska i ett rör övergick från laminärt till turbulent flöde.

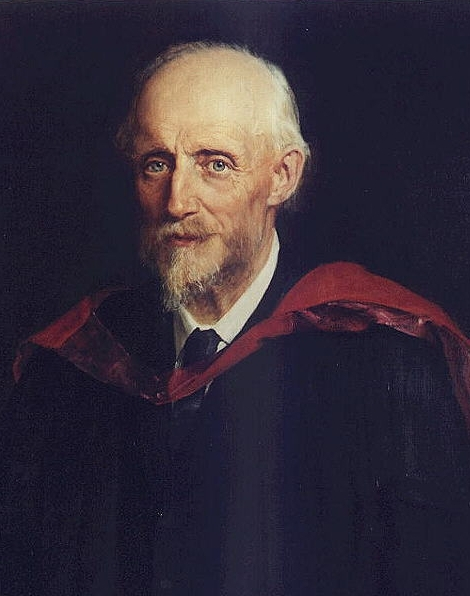
Osborne Reynolds.

I sin uppsats från 1883 beskrev Reynolds övergången från laminärt till turbulent flöde i ett klassiskt experiment där han undersökte beteendet hos vattenflödet under olika flödeshastigheter. Med hjälp av en mindre ström av färgat vatten som matades in i centrum av ett större rör med ett ofärgat vattenflöde kunde han observera de båda delflödena, då det större röret var gjort av glas. I änden av detta rör fanns en flödeskontrollventil som användes för att variera vattenhastigheten inuti röret.
När hastigheten var låg skedde ingen blandning mellan det färgade och ofärgade vattnet, och det färgade delflödet strömmade genom hela längden av det stora röret som ett avgränsat delflöde.  
När hastigheten ökades kom det centrala, färgade delflödet vid en given position att brytas upp och blanda sig med det omgivande ofärgade flödet. Positionen där detta hände var övergångspunkten från laminärt till turbulent flöde.
Från dessa experiment gick det att ta fram det dimensionslösa Reynolds-talet – förhållandet mellan tröghetskrafter och viskösa krafter. Reynolds föreslog också vad som nu är känt som Reynolds medelvärdesberäkning av turbulenta flöden, där kvantiteter som hastighet uttrycks som summan av medelvärde och fluktuerande komponenter. 
Sådan medelvärdesberäkning möjliggör en förenklad och mer övergripande beskrivning av turbulent flöde, till exempel genom att använda Navier–Stokes ekvationer med tidsmedelvärden av turbulenta storheter. Metodiken kallas RANS - Reynolds-averaged Navier-Stokes equations.

## Laminär–turbulent övergång
Ett gränsskiktsflöde över en platt platta bekräftar enligt experiment att efter en viss flödeslängd kommer ett laminärt gränsskikt att bli instabilt och turbulent. Denna instabilitet uppstår över olika skalor och med olika vätskor, vanligtvis när Rex ≈ 5×105, där x är avståndet från den platta plattans framkant och flödeshastigheten är vätskans friströmshastighet utanför gränsens lager. 
För flöde i ett rör med diameter D visar experimentella observationer att för "fullt utvecklat" flöde uppstår laminärt flöde när ReD < 2300 och turbulent flöde uppstår när ReD > 2900. Vid den nedre änden av detta område kommer ett kontinuerligt turbulent flöde att bildas, men endast på ett mycket långt avstånd från rörets inlopp.
Laminärt flöde tenderar att dominera i rörets snabbrörliga centrum medan långsammare turbulent flöde dominerar nära väggen. När Reynolds-talet ökar, rör sig det kontinuerliga turbulenta flödet närmare inloppet och intermittensen däremellan ökar, tills flödet blir helt turbulent vid ReD > 2900.
Detta resultat är generaliserat till icke-cirkulära kanaler med hjälp av den hydrauliska diametern, vilket gör att ett Reynolds övergångsnummer kan beräknas för andra former av kanaler. 
Dessa övergångs-Reynolds-tal kallas också kritiska Reynolds-tal, och studerades av Osborne Reynolds omkring 1895. Det kritiska Reynolds-talet är olika för varje geometri.

## Förhållande till andra dimensionslösa parametrar
Det finns många dimensionslösa siffror inom vätskemekanik. Reynolds-talet mäter förhållandet mellan advektions- och diffusionseffekter på strukturer i hastighetsfältet och är därför nära besläktat med Péclet-tal, som mäter förhållandet mellan dessa effekter på andra fält som bärs av flödet, till exempel temperatur och magnetfält. Ersättning av den kinematiska viskositeten ν = μ / ρ  i Re av den termiska eller magnetiska diffusiviteten resulterar i det termiska Péclet-talet respektive det magnetiska Reynolds-talet. Dessa är därför relaterade till Re-biprodukter med förhållanden mellan diffusiviteter, nämligen Prandtl-talet och magnetiska Prandtl-talet.